# Antonín Čížek
Antonín Čížek (* 11. Oktober 1865 in Prag; † 3. Juni 1897 ebenda) war ein tschechischer Politiker.

## Leben
Sein Vater war schloss sich früh den Patrioten an und war Abgeordneter der Jungböhmischen Partei (Mladočeská strana). Nach dessen frühen Tod lebte Čížek beim Redakteur der Volkszeitung (Národní listy) Karel Tůma. Nach dem Abschluss des Rechtsstudiums an der Prager Universität arbeitete er als Sekretär des Abgeordnetenklubs der Jungböhmischen Partei.
Der Masseninhaftierung 1893 konnte er entkommen. Er setzte sich daraufhin für junge Menschen ein, die durch die Regierung verfolgt und in Haft genommen war. Im Dezember 1883 wurde er jedoch wegen des Verdachtes an der Beteiligung der Ermordung des R. Mrva ebenfalls festgenommen. Erst im Gerichtsverfahren im März 1894 wurde er wieder freigesprochen. 1897 war er noch an der Gründung einer weiteren radikalen Partei beteiligt, der frühe Tod beendete jedoch seine politische Karriere.

## Person
Čížek soll ein gutaussehender, junger, humorvoller Mann gewesen sein, brennend nach öffentlicher und politischer Anerkennung. Er war ein guter Journalist und Organisator, der seine Zuhörer durch die Vermittlung seiner verständlichen Gedanken, schnell für sich gewinnen konnte.

## Werke
Nachdem er die Partei 1894 verlassen hatte, widmete er sich Handelsgeschäften. Gemeinsam mit A Hajný veröffentlichte er 1894 das Buch Proces s tzv. Omladinou.

## Biographie
- O. Urban: Česká společnost 1848-1918, Prag 1982